# Asteralobia patriniae
Asteralobia patriniae är en tvåvingeart som först beskrevs av Shinji 1938.  Asteralobia patriniae ingår i släktet Asteralobia och familjen gallmyggor. Inga underarter finns listade i Catalogue of Life.